# Malaysia Cup 2022
Der Malaysia Cup 2022 (malaiisch Piala Malaysia 2022) war die 96. Austragung dieses Fußballpokalturniers. Das Turnier begann mit dem Achtelfinale am 26. Oktober 2022 und endete mit dem Finale am 26. November 2022. Titelverteidiger war der Kuala Lumpur City FC.

## Modus
Am Turnier nehmen elf Mannschaften der ersten Liga sowie die besten fünf Mannschaften der zweiten Liga teil. Das Achtelfinale, Viertelfinale und das Halbfinale werden in Hin- und Rückspiel ausgetragen. Der Sieger des Finales wird in einem Spiel ermittelt.

## Achtelfinale
Die Hinspiele fanden am 26. und 27. Oktober 2022, die Rückspiele am 31. Oktober 2022 und 1. November statt.
|                       | Gesamt |                       | Hinspiel | Rückspiel   |
| --------------------- | ------ | --------------------- | -------- | ----------- |
| UiTM FC               | 2:3    | Sabah FC              | 1:2      | 1:1         |
| Sarawak United FC     | 1:2    | Kelantan FC           | 0:1      | 1:1         |
| Kelantan United       | 0:3    | Selangor FC           | 0:2      | 0:1         |
| Penang FC             | 3:4    | Kuching City FC       | 2:2      | 1:2 (n. V.) |
| Petaling Jaya City FC | 0:6    | Johor Darul Ta’zim FC | 0:4      | 0:2         |
| Kedah Darul Aman FC   | 1:2    | Negeri Sembilan FC    | 1:2      | 0:0         |
| PDRM FC               | 0:4    | Kuala Lumpur City FC  | 0:3      | 0:1         |
| Sri Pahang FC         | 3:9    | Terengganu FC         | 1:5      | 2:4         |

## Viertelfinale
Die Hinspiele fanden am 5. und 6. November 2022, die Rückspiele am 11. und 12. November 2022 statt.
|                      | Gesamt |                       | Hinspiel | Rückspiel   |
| -------------------- | ------ | --------------------- | -------- | ----------- |
| Kuching City FC      | 1:2    | Sabah FC              | 0:1      | 1:1 (n. V.) |
| Kelantan FC          | 0:8    | Johor Darul Ta’zim FC | 0:3      | 0:5         |
| Selangor FC          | 4:2    | Negeri Sembilan FC    | 2:0      | 2:2         |
| Kuala Lumpur City FC | 1:4    | Terengganu FC         | 0:1      | 1:3         |

## Halbfinale
Die Hinspiele fanden am 15. und 16. November 2022, die Rückspiele am 20. November 2022 und 21. November statt.
|             | Gesamt |                       | Hinspiel | Rückspiel |
| ----------- | ------ | --------------------- | -------- | --------- |
| Sabah FC    | 1:4    | Johor Darul Ta’zim FC | 0:1      | 1:3       |
| Selangor FC | 3:2    | Terengganu FC         | 3:1      | 0:1       |

## Finale
Die Finale fand am 26. November 2022 statt.
|                       | Ergebnis |             |
| --------------------- | -------- | ----------- |
| Johor Darul Ta’zim FC | 2:1      | Selangor FC |

### Statistik
(Quelle: )
| Paarung               | Johor Darul Ta’zim FC – Selangor FC |
| Ergebnis              | 2:1 (1:1) |
| Datum                 | 26. November 2022 |
| Stadion               | Nationalstadion Bukit Jalil, Kuala Lumpur |
| Tore                  | 0:1 Caion (10.) Elfmeter 1:1 Bérgson (45.+2) 2:1 Fernando Forestieri (59.) |
| Johor Darul Ta’zim FC | Farizal Marlias – Matthew Davies (90. Akhyar Rashid), Afiq Fazail (81. Hong Wan), Bérgson, Leandro Velázquez (90.+4 Safiq Rahim), Feroz Baharudin, La’Vere Corbin-Ong, Natxo Insa, Shahrul Saad, Arif Aiman Hanapi (90.+4 Mohamadou Sumareh), Fernando Forestieri (90. Syahmi Safari) Cheftrainer: Héctor Bidoglio ( Venezuela) |
| Selangor FC           | Khairulazhan Khalid – Quentin Cheng, Mukhairi Ajmal, Caion (76. Danial Asri), Fazly Mazlan, Alex Agyarkwa, Hein Htet Aung (63. Hakim Hassan), Richmond Tetteh Ankrah, Sharul Nazeem, Brendan Gan (76. Syahir Bashah), Baha' Abdel-Rahman (63. Aliff Haiqal) Cheftrainer: Tan Cheng Hoe ( Malaysia)                              |
| Gelbe Karten          | La’Vere Corbin-Ong (20.), Leandro Velázquez (35.), Matthew Davies (44.) – Mukhairi Ajmal (69.), Aliff Haiqal (82.) |

### Auswechselspieler
| Auswechselspieler | Auswechselspieler |
| --- | --- |
| Johor Darul Ta’zim FC | Selangor FC |
| - Haziq Nadzli (TW) - Hong Wan (81.) ▲ - Aidil Zafuan - Safiq Rahim (90.+4) ▲ - Mohamadou Sumareh (90.+4) ▲ - Akhyar Rashid (90.) ▲ - Nazmi Faiz Mansor - Syafiq Ahmad - Syahmi Safari (90.) ▲ | - Samuel Somerville (TW) - Ashmawi Yakin - Hakim Hassan (63.) ▲ - Dinesh Rajasingam - Zikri Khalili - Danial Asri (76.) ▲ - Shahrel Fikri Fauzi - Syahir Bashah (76.) ▲ - Aliff Haiqal (63.) ▲ |